# Convenció Republicana Nacional
La Convenció Republicana Nacional fou un partit polític nigerià establert pel govern del general brahim Babangida i finalment dissolt pel règim militar del General Sani Abacha el 1993.

## Alineament
El partit va ser organitzat per proveir als conservadors del país amb un partit representatiu, i va tenir el major suport als estats del nord i als estats orientals d'Abia i Enugu. Tanmateix, molts sentien que hi havia poca diferència entre el partit i el seu únic competidor, el Partit Social Democràtic de Nigèria (SDP), l'altre partit creat pel govern. Ambdós partits estaven sota la supervisió del govern militar i la majoria dels seus candidats a la presidència van afavorir una continuació del Programa d'Ajustament Estructural de l'administració de Babangida.

## Història del partit
El partit era en gran part una amalgamació de tres organitzacions importants, la Convenció Liberal, el Congrés Nacional de Nigèria i el Federalistes. En les primeres primàries presidencials, la cursa va ser dominada per uns quants prominent líders haussa-fulani. Adamu Ciroma, un exministre i ex governador del banc central era el seu candidat capdavanter; va recollir aproximadament 270,000 vots. Umaru Shinkafi, va entrar segon amb aproximadament 250.000.
El partit va estar sota el lideratge de Tom Ikimi, un arquitecte de l'estat Edo.
Finalment a les eleccions després anul·lades, va competir com a candidat del partit Alhaji Bashir Tofa. El seu rival Moshood Abiola del PSD el va derrotar de manera aclaparadora però els militars van anul·lar els resultats (que ni tan sols es van publicar oficialment) per raons mai aclarides.